# Ádám Kozák
Ádám Kozák (Budapest, 15 giugno 2002) è uno scacchista ungherese.
È diventato il più giovane Grande Maestro ungherese in febbraio 2020, all'età di 17 anni e 8 mesi.

## Carriera
Ottiene la prima norma di GM in febbraio 2018, realizzando 6 su 9 nel Tradewise Chess Festival di Gibilterra; la seconda norma in luglio 2019 con 7 /9 nel Czech Open di Pardubice; la terza norma in agosto 2019 nel torneo Aranityz GM di Budapest (2°-3° con 6 /9). 
Vincitore del campionato giovanile ungherese in varie fasce d'età: U8 nel 2010, U10 nel 2011, U12 nel 2013.
In settembre 2014 vince la sezione IM (International Masters) del torneo First Saturday di Budapest.
Nel 2015, all'età di 13 anni, si classifica 2º-6º nel campionato ungherese juniores (U20). 
Nel 2019 vince a Tallinn il campionato europeo giovanile rapid e blitz U18.
In ottobre 2022 è primo a pari merito con altri quattro giocatori al campionato del mondo juniores di scacchi di Cala Gonone con 8 punti su 10, ma si piazza al secondo posto per spareggio tecnico.
Nella lista FIDE di aprile 2020 ha 2520 punti Elo.